# Sven Brodén
Sven Erik Brodén, född 28 maj 1921 i Kungsholms församling, Stockholm, död 12 september 1991 i Västerleds församling, Stockholm, var en svensk jurist.
Sven Brodén blev jur.kand. vid Stockholms högskola 1951, gjorde tingstjänstgöring 1951–1953 och började därefter tjänstgöra i Kammarrätten. Brodén utnämndes till fiskal 1959 och till assessor 1964. Därefter arbetade han i Regeringskansliet där han blev byråchef i Finansdepartementet 1964 och departementsråd 1965. Sven Brodén utnämndes till kammarrättsråd 1972. Han var regeringsråd 1972–1986. Brodén är begravd på Norra begravningsplatsen utanför Stockholm.